# Jože Štihec
Jože Štihec, slovenski univerzitetni profesor, * 15. februar 1962, Murska Sobota.
Štihec je redni profesor za pedagogiko in didaktiko športa, ukvarja se s sodobnimi učnimi tehnologijami in  računalniškimi programi na Fakulteti za šport v Ljubljani.